# Port Arthur (Texas)
Port Arthur ist eine Stadt in Südtexas unmittelbar an der Grenze zu Louisiana. Das U.S. Census Bureau hat bei der Volkszählung 2020 eine Einwohnerzahl von 56.039 ermittelt.
Port Arthur liegt am Westufer des Sabine Lake. Die Rainbow Bridge über den Neches River verbindet Port Arthur mit Bridge City.
Der Gulf Intracoastal Waterway verläuft durch die künstliche Insel Pleasure Island vom Sabine Lake getrennt, nahe der Stadt. Der Waterway und die Insel wurden zwischen 1899 und 1908 durch das Corps of Engineers errichtet.
Port Arthur ist über den Sabine Lake mit dem Golf von Mexiko verbunden. Die Stadt hat mehrere Erdölraffinerien und ist ein wichtiges Zentrum der Erdölverarbeitung.

## Klima
In Port Arthur herrscht subtropisches Klima mit milden Wintern und heißen und feuchten Sommern. Die Region ist durch Hurrikans gefährdet. Im September 2005 erlitt Port Arthur durch Hurrikan Rita schwere Zerstörungen.

## Verkehr
In Port Arthur beginnen die U.S. Highways 69, 96 und 287.

## Söhne und Töchter der Stadt
- Amy Acuff (* 1975), Hochspringerin
- Clifford Antone (1949–2006), Gründer des Bluesclubs Antone’s und des unabhängigen Plattenlabels Antone’s Records and Tapes
- Jonathan Babineaux (* 1981), American-Football-Spieler
- G. W. Bailey (* 1944), Schauspieler
- Milton Bell (1929–2019), Architekt
- Zachary Breaux (1960–1997), Jazzgitarrist
- Bun B (* 1973), Rapper (UGK)
- C. J. Chenier (* 1957),  Musiker
- Jamaal Charles (* 1986), American-Football-Spieler
- Jeff Doucet (1959–1984), pädophiler Entführer
- Ted Dunbar (1937–1998), Jazzgitarrist
- Stephen Jackson (* 1978), Basketballspieler
- Jimmy Johnson (* 1943), Footballtrainer
- Janis Joplin (1943–1970), Rock-Sängerin
- Claude Kenneson (1935–2013), kanadischer Cellist und Musikpädagoge
- Evelyn Keyes (1916–2008), Schauspielerin
- Pimp C (1973–2007), Rapper (UGK) und Hip-Hop-Produzent
- Johnny Preston (1939–2011), Rock-’n’-Roll- und Rockabilly-Sänger
- Robert Rauschenberg (1925–2008), Künstler
- Leah Rhodes (1902–1986), Kostümbildnerin
- Gloria Scott (* 1946), Soulsängerin
- Ronnie Shields (* 1958), Boxer
- Rick Stevens (1940–2017), Sänger und Mörder
- Jimmy Wyble (1922–2010), Jazzmusiker
- „Babe“ Didrikson Zaharias (1911–1956), Sportlerin und Olympiasiegerin